# SMS Scharnhorst
SMS Scharnhorst – niemiecki krążownik pancerny (według klasyfikacji niemieckiej: wielki krążownik – Großer Kreuzer). Okręt nosił nazwę na cześć pruskiego generała Gerharda J.D. von Scharnhorsta (1755–1813).

## Historia

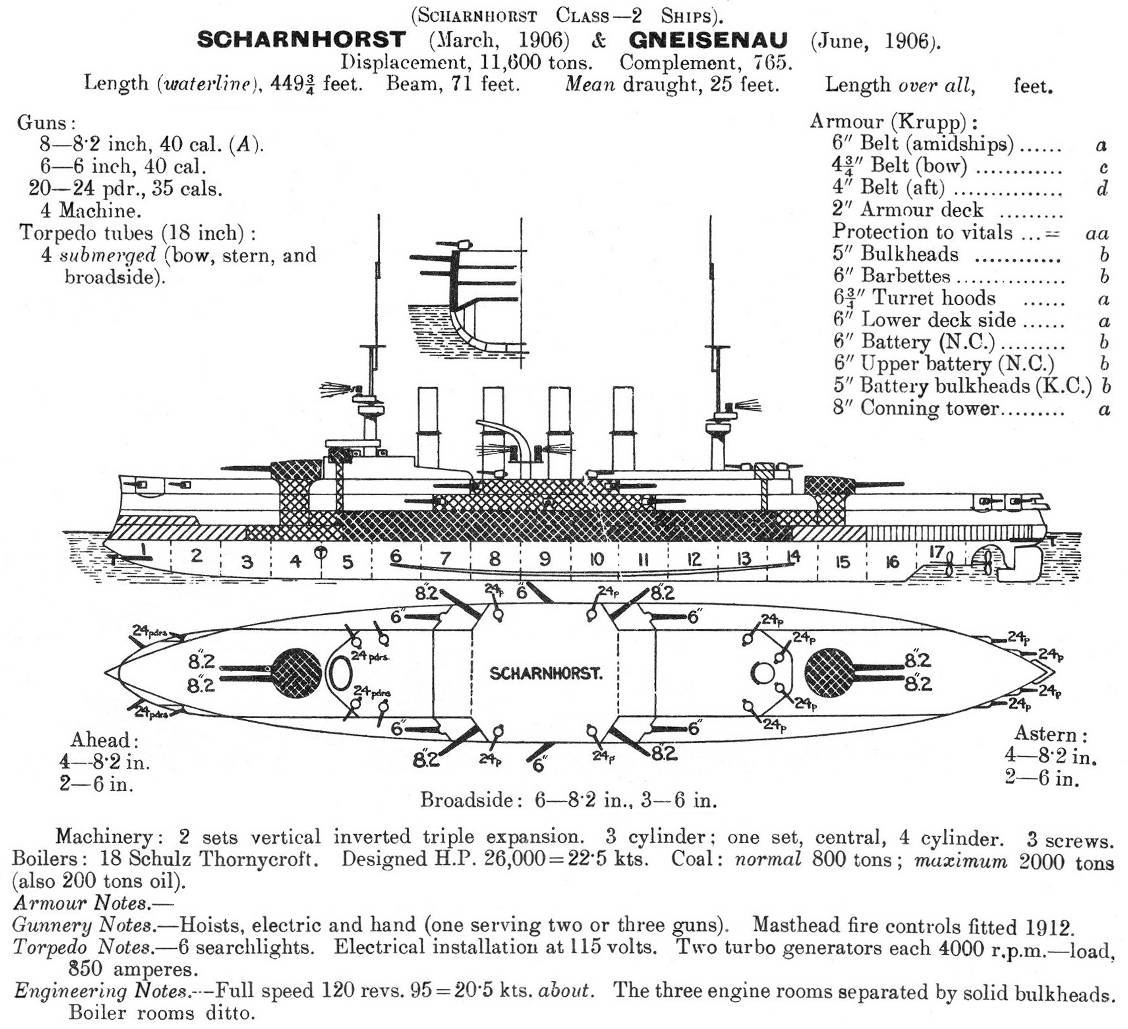
Diagram opancerzenia i uzbrojenia na okrętach typu Scharnhorst

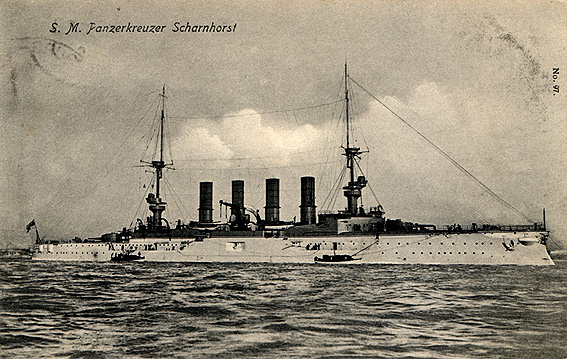
SMS „Scharnhorst” około 1907-08

Okręt został zbudowany w Hamburgu, w stoczni Blohm und Voss. Zwodowany 22 marca 1906, wszedł do służby 24 października 1907. Miał wyporność 12 718 ton, długość 144,6 m (pełną; na linii wodnej: 143,8 m), szerokość 21,6 m i 8,4 m. 14 kotłów dostarczało parę do trzech pionowych maszyn parowych potrójnego rozprężania o łącznej mocy 30 390 KM, napędzających trzy śruby, co nadawało mu prędkość maksymalną 23,6-24,5 węzła (23,5). Zapas 2000 ton węgla dawał zasięg 6500 mil przy prędkości 12 w.
Opancerzenie burt miało grubość 150 mm, pokładów 35 + 55 mm (50 mm na skosach), kazamat 120–150 mm, wieży dowodzenia – do 200 mm, wieże artylerii do 170 mm. Artyleria główna składała się z 8 dział 210 mm (4 w wieżach, 4 w pojedynczych kazamatach), od długości lufy 40 kalibrów (L/40), 6 dział 150 mm L/40, 18 armat 88 mm i czterech karabinów maszynowych; do tego dochodziły cztery 4 wyrzutnie torpedowe kal. 450 mm (nadwodna, podwodna na dziobie, po jednej podwodnej na każdej z burt). Łączna waga salwy burtowej wynosiła 886 kg.
Krążowniki pancerne typu „Scharnhorst” były rozwinięciem okrętów typu „Roon”; podobnie opancerzone miały podwojoną liczbę dział artylerii głównej (kosztem uzbrojenia średniego kalibru). Oprócz czterech dział kal. 210 mm w dwóch wieżach, dodatkowe cztery działa rozmieszczono w kazamatach w rogach cytadeli pancernej. Przy zwiększonym uzbrojeniu były także od „Roonów” szybsze. Przed wojną były to najsilniejsze niemieckie krążowniki pancerne, aczkolwiek nieco ustępowały współczesnym sobie brytyjskim okrętom typu „Minotaur”, o cięższym i lepiej rozmieszczonym uzbrojeniu i większej prędkości.
W 1909 został wysłany na Daleki Wschód, odtąd stacjonował w porcie Tsingtau (Qingdao). Został on okrętem flagowym niemieckiej Wschodnioazjatyckiej Eskadry Krążowników wiceadmirała hrabiego von Spee (1861–1914). Wraz ze sztabem admiralskim załoga wzrosła do 865 osób.
Po wybuchu I wojny światowej, w sierpniu 1914 okręt wraz z eskadrą przeszedł do wybrzeży Ameryki Południowej, gdzie 1 listopada uczestniczył w zwycięskiej bitwie pod Coronelem. Został dwukrotnie trafiony, bez strat w ludziach (oba pociski nie wybuchły). Zatopiony został 8 grudnia 1914 w bitwie pod Falklandami przez brytyjskie krążowniki liniowe. Z załogi okrętu nie uratował się nikt.
3 października 1936 stoczni Marynarki Wojennej w Wilhelmshaven spłynął na wodę kadłub krążownika liniowego „Scharnhorst”. Jego matką chrzestną została wdowa po komandorze Schulzu – ostatnim dowódcy pancernego „Scharnhorsta”, poległym wraz ze swoim okrętem.
Wrak okrętu został odnaleziony w 2019 na głębokości 1610 m.